# David Healy (fotbollsspelare)
David Healy, född 5 augusti 1979 i Downpatrick, är en nordirländsk före detta fotbollsspelare. Han är numera tränare för Linfield.

## Karriär

### Klubblag
Healy spelade i unga år i skollaget i Downpatrick innan han fick ett ungdomskontrakt med Manchester United. I United gjorde han bara tre matcher som avbytare i a-laget och han blev utlånad till Port Vale säsongen 1999-2000 där han spelade 16 matcher och gjorde 3 mål. 2000 gick han till Preston. Under den första säsongen i den nya klubben gjorde han 10 mål på 26 matcher. 2002-2003 var han en kort tid på lån i Norwich City där han gjorde 2 mål på 13 matcher. Den 29 oktober 2004 skrev han på ett kontrakt med Leeds United där han snabbt blev publikfavorit. Första säsongen i Leeds gjorde han sju mål vilket räckte för att vinna den interna skytteligan. 2005/2006 blev han bättre i straffområdet och mäktade med 16 mål.

### Landslag
David Healy har gjort flest landslagsmål för Nordirland genom tiderna. Hans mest kända mål är möjligen när han gjorde matchens enda mål mot England den 7 september 2005 i VM-kvalet. Han gjorde även ett hat trick i EM-kvalet 6 september 2006 mot Spanien. David Healy gjorde hat trick igen 24 mars 2007 mot Liechtenstein. Den 28 mars gjorde han Nordirlands bägge mål mot Sverige vilket innebar seger 2-1. Under matchen mot Sverige ropade de nordirländska fansen "Are you watching Dennis Wise?" som pik till Wise som bänkat Healy i sitt klubblag Leeds United.